# Bahnstrecke Dresden-Pieschen–Dresden-Neustadt
| Streckennummer: | 6246; sä. LDV        |                                                         |                                                         |
| Kursbuchstrecke (DB): | –                    |                                                         |                                                         |
| Streckenlänge: | 2,567 km             |                                                         |                                                         |
| Spurweite: | 1435 mm (Normalspur) |                                                         |                                                         |
| Streckenklasse: | D4                   |                                                         |                                                         |
| Stromsystem: | 15 kV, 16,7 Hz ~     |                                                         |                                                         |
| Streckengeschwindigkeit: | 80 km/h              |                                                         |                                                         |
| Zugbeeinflussung: | PZB                  |                                                         |                                                         |
| |                      |                                                         |                                                         |
| \| \| \| von Leipzig Hbf \| \| \| \| −0,023 \| (Beginn Strecke 6246) \| (Beginn Strecke 6246) \| \| \| 0,000 \| Abzw Dresden-Pieschen \| 114 m \| \| \| \| nach Dresden-Neustadt \| \| \| \| 0,380 \| EÜ Trachenberger Straße (18 m) \| EÜ Trachenberger Straße (18 m) \| \| \| 1,016 \| EÜ Harkortstraße (21 m) \| EÜ Harkortstraße (21 m) \| \| \| 1,300 \| Dresden-Neustadt Gbf früher Dresden Leipziger Bf \| 112 m \| \| \| 1,575 \| EÜ Erfurter Straße (24 m) \| EÜ Erfurter Straße (24 m) \| \| \| \| nach Dresden Elbufer Neustadt \| \| \| \| \| Verbindungskurve nach Görlitz \| \| \| \| 2,296 \| Viadukt Hansastraße (188 m) \| Viadukt Hansastraße (188 m) \| \| \| \| Dresden-Neustadt Gleis 10 (nur 2007/2008 und 2012–2014) \| \| \| \| 2,413 \| EÜ Eisenbahnstraße (48 m) \| EÜ Eisenbahnstraße (48 m) \| \| \| \| von Dresden-Neustadt \| \| \| \| 2,567 \| Abzw Dresden-Neustadt Stw 8/6 \| 118 m \| \| \| 2,653 \| (Ende Strecke 6246) \| (Ende Strecke 6246) \| \| \| \| nach Dresden Hbf–Děčín \| \| |                      |                                                         |                                                         |
| Strecke |                      | von Leipzig Hbf                                         | von Leipzig Hbf                                         |
| Kilometer-Wechsel | −0,023               | (Beginn Strecke 6246)                                   | (Beginn Strecke 6246)                                   |
| Blockstelle | 0,000                | Abzw Dresden-Pieschen                                   | 114 m                                                   |
| Abzweig geradeaus und nach links |                      | nach Dresden-Neustadt                                   | nach Dresden-Neustadt                                   |
| Brücke | 0,380                | EÜ Trachenberger Straße (18 m)                          | EÜ Trachenberger Straße (18 m)                          |
| Brücke | 1,016                | EÜ Harkortstraße (21 m)                                 | EÜ Harkortstraße (21 m)                                 |
| Dienststation / Betriebs- oder Güterbahnhof | 1,300                | Dresden-Neustadt Gbf früher Dresden Leipziger Bf        | 112 m                                                   |
| Brücke | 1,575                | EÜ Erfurter Straße (24 m)                               | EÜ Erfurter Straße (24 m)                               |
| Abzweig geradeaus und ehemals nach rechts |                      | nach Dresden Elbufer Neustadt                           | nach Dresden Elbufer Neustadt                           |
| Abzweig geradeaus und ehemals nach links |                      | Verbindungskurve nach Görlitz                           | Verbindungskurve nach Görlitz                           |
| Brücke | 2,296                | Viadukt Hansastraße (188 m)                             | Viadukt Hansastraße (188 m)                             |
| ehemaliger Haltepunkt / Haltestelle |                      | Dresden-Neustadt Gleis 10 (nur 2007/2008 und 2012–2014) | Dresden-Neustadt Gleis 10 (nur 2007/2008 und 2012–2014) |
| Brücke | 2,413                | EÜ Eisenbahnstraße (48 m)                               | EÜ Eisenbahnstraße (48 m)                               |
| Abzweig geradeaus und von links |                      | von Dresden-Neustadt                                    | von Dresden-Neustadt                                    |
| ehemalige Blockstelle | 2,567                | Abzw Dresden-Neustadt Stw 8/6                           | 118 m                                                   |
| Kilometer-Wechsel | 2,653                | (Ende Strecke 6246)                                     | (Ende Strecke 6246)                                     |
| Strecke |                      | nach Dresden Hbf–Děčín                                  | nach Dresden Hbf–Děčín                                  |

Die Bahnstrecke Dresden-Pieschen–Dresden-Neustadt ist eine hauptsächlich dem Güterverkehr dienende eingleisige, elektrifizierte Hauptbahn in Sachsen. Sie verläuft innerhalb Dresdens von Pieschen nach Dresden-Neustadt und ist Teil der ursprünglichen Streckenführung der Leipzig-Dresdner Eisenbahn.

## Geschichte

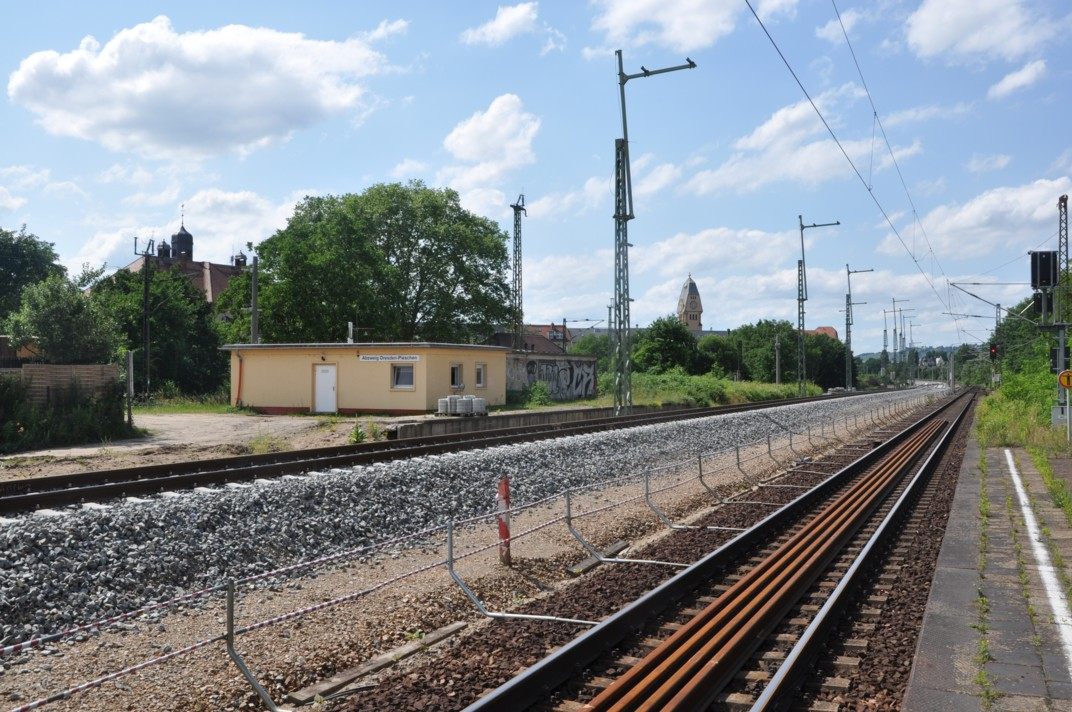
Abzweig Dresden-Pieschen (2013)

Eröffnet wurde die heutige Verbindungsbahn Dresden-Pieschen–Dresden-Neustadt am 19. Juli 1838 als Teil der Bahnstrecke Leipzig–Dresden durch die Leipzig-Dresdner Eisenbahn-Compagnie.
In Zusammenhang mit dem Bau des Bahnhofes Dresden-Neustadt 1902 erhielt die Strecke ab Dresden-Pieschen eine neue Trassierung. Die alte Linienführung wurde fortan nur noch für den Güterverkehr genutzt. Der alte Leipziger Bahnhof wurde nun als Bahnhofsteil Dresden-Neustadt Güterbahnhof bezeichnet.
Am 1. Juni 1968 wurde der elektrische Betrieb eröffnet (siehe hier).
Während des Gleisumbaues im Bahnhof Dresden-Neustadt wurde die Strecke ab 2007 vorübergehend auch im Reisezugverkehr befahren. Dazu entstand gegenüber dem Bahnhof Dresden-Neustadt ein provisorischer Bahnsteig, an dem unter anderem die Regionalexpresszüge der Relation Leipzig–Dresden hielten. In dieser Zeit wurde auch die Verbindungskurve am Bahnhof Dresden-Neustadt in Richtung Görlitz abgebrochen.
Im Februar 2013 bezifferte das Eisenbahn-Bundesamt das jährliche Verkehrsaufkommen der Strecke zwischen Bft Dresden-Neustadt Pbf und Bft Dresden-Neustadt Gbf auf 1022 Züge und zwischen Bft Dresden-Neustadt Gbf und dem Abzweig Dresden-Pieschen auf 949 Züge.